# Bahnstrecke Balingen–Rottweil
| Streckennummer (DB): | 4634                          |                                               |                                               |
| Kursbuchstrecke (DB): | 769 307e (1946)               |                                               |                                               |
| Kursbuchstrecke: | 307e (1946)                   |                                               |                                               |
| Streckenlänge: | 28,93 km; in Betrieb: 12,9 km |                                               |                                               |
| Spurweite: | 1435 mm (Normalspur)          |                                               |                                               |
| Streckenklasse: | CE                            |                                               |                                               |
| Maximale Neigung: | 30,1 ‰                        |                                               |                                               |
| Minimaler Radius: | 250 m                         |                                               |                                               |
| Streckengeschwindigkeit: | 50 km/h                       |                                               |                                               |
| Zugbeeinflussung: | PZB                           |                                               |                                               |
| |                               |                                               |                                               |
| \| \| \| von Tübingen \| \| \| \| 0,00 \| Balingen (Württ) \| Balingen (Württ) \| \| \| \| nach Sigmaringen \| \| \| \| \| Anschluss Baustoffring, Bizerba, Reichert \| \| \| \| 1,07 \| Balingen Süd \| Balingen Süd \| \| \| 2,61 \| Endingen (Württ) \| Endingen (Württ) \| \| \| 2,80 \| Anschluss Heizöllager Firma Amling \| Anschluss Heizöllager Firma Amling \| \| \| 4,55 \| Erzingen (Württ) \| Erzingen (Württ) \| \| \| 4,65 \| Erzingen (Württ) \| Erzingen (Württ) \| \| \| 4,90 \| Anschluss Schrottplatz \| Anschluss Schrottplatz \| \| \| 8,40 \| Anschluss Umspannwerk Dotternhausen \| Anschluss Umspannwerk Dotternhausen \| \| \| 8,59 \| Dotternhausen-Dormettingen \| Dotternhausen-Dormettingen \| \| \| 8,90 \| Holcim (Awanst) \| Holcim (Awanst) \| \| \| 10,50 \| Schömberg Stausee \| Schömberg Stausee \| \| \| 11,35 \| Schlichem-Viadukt (83 m) \| Schlichem-Viadukt (83 m) \| \| \| 12,85 \| Schömberg (b Balingen) \| Schömberg (b Balingen) \| \| \| \| Anschluss Fertigbau Wochner \| \| \| \| \| vom ehemaligen KZ Schömberg \| \| \| \| 15,81 \| Schörzingen \| Schörzingen \| \| \| \| Anschluss Ölschieferwerk \| \| \| \| 19,80 \| Eckerwald \| Eckerwald \| \| \| 21,26 \| Wellendingen \| Wellendingen \| \| \| \| Primtalviadukt (145 m) \| \| \| \| \| Prim \| \| \| \| \| Plochingen–Immendingen und Rottweil–Villingen \| \| \| \| 27,08 \| Rottweil Altstadt \| Rottweil Altstadt \| \| \| \| von Immendingen und von Villingen \| \| \| \| \| Neckar \| \| \| \| 28,93 \| Rottweil \| Rottweil \| \| \| \| nach Plochingen \| \| \| \| \| \| \| \| Quellen: [2] \| \| \| \| |                               |                                               |                                               |
| Strecke |                               | von Tübingen                                  | von Tübingen                                  |
| Bahnhof | 0,00                          | Balingen (Württ)                              | Balingen (Württ)                              |
| Abzweig geradeaus und nach links |                               | nach Sigmaringen                              | nach Sigmaringen                              |
| Abzweig geradeaus und ehemals nach rechts |                               | Anschluss Baustoffring, Bizerba, Reichert     | Anschluss Baustoffring, Bizerba, Reichert     |
| ehemaliger Haltepunkt / Haltestelle | 1,07                          | Balingen Süd                                  | Balingen Süd                                  |
| Bahnhof | 2,61                          | Endingen (Württ)                              | Endingen (Württ)                              |
| Abzweig geradeaus und ehemals von links | 2,80                          | Anschluss Heizöllager Firma Amling            | Anschluss Heizöllager Firma Amling            |
| Haltepunkt / Haltestelle | 4,55                          | Erzingen (Württ)                              | Erzingen (Württ)                              |
| ehemaliger Bahnhof | 4,65                          | Erzingen (Württ)                              | Erzingen (Württ)                              |
| Abzweig geradeaus und ehemals von links | 4,90                          | Anschluss Schrottplatz                        | Anschluss Schrottplatz                        |
| Abzweig geradeaus und ehemals von rechts | 8,40                          | Anschluss Umspannwerk Dotternhausen           | Anschluss Umspannwerk Dotternhausen           |
| Haltepunkt / Haltestelle | 8,59                          | Dotternhausen-Dormettingen                    | Dotternhausen-Dormettingen                    |
| Blockstelle | 8,90                          | Holcim (Awanst)                               | Holcim (Awanst)                               |
| Haltepunkt / Haltestelle | 10,50                         | Schömberg Stausee                             | Schömberg Stausee                             |
| Brücke über Wasserlauf | 11,35                         | Schlichem-Viadukt (83 m)                      | Schlichem-Viadukt (83 m)                      |
| Bahnhof | 12,85                         | Schömberg (b Balingen)                        | Schömberg (b Balingen)                        |
| Abzweig ehemals geradeaus und nach rechts |                               | Anschluss Fertigbau Wochner                   | Anschluss Fertigbau Wochner                   |
| Abzweig geradeaus und von rechts (Strecke außer Betrieb) |                               | vom ehemaligen KZ Schömberg                   | vom ehemaligen KZ Schömberg                   |
| Bahnhof (Strecke außer Betrieb) | 15,81                         | Schörzingen                                   | Schörzingen                                   |
| Abzweig geradeaus und von rechts (Strecke außer Betrieb) |                               | Anschluss Ölschieferwerk                      | Anschluss Ölschieferwerk                      |
| Haltepunkt / Haltestelle (Strecke außer Betrieb) | 19,80                         | Eckerwald                                     | Eckerwald                                     |
| Bahnhof (Strecke außer Betrieb) | 21,26                         | Wellendingen                                  | Wellendingen                                  |
| Strecke geradeaus (außer Betrieb) |                               | Primtalviadukt (145 m)                        | Primtalviadukt (145 m)                        |
| Strecke unter Wasserlauf (Strecke außer Betrieb) |                               | Prim                                          | Prim                                          |
| Kreuzung Ende Hochstrecke (Strecke geradeaus außer Betrieb) |                               | Plochingen–Immendingen und Rottweil–Villingen | Plochingen–Immendingen und Rottweil–Villingen |
| Bahnhof (Strecke außer Betrieb) | 27,08                         | Rottweil Altstadt                             | Rottweil Altstadt                             |
| Abzweig ehemals geradeaus und von rechts |                               | von Immendingen und von Villingen             | von Immendingen und von Villingen             |
| Brücke über Wasserlauf |                               | Neckar                                        | Neckar                                        |
| Bahnhof | 28,93                         | Rottweil                                      | Rottweil                                      |
| Strecke |                               | nach Plochingen                               | nach Plochingen                               |
| |                               |                                               |                                               |
| Quellen: |                               |                                               |                                               |

Die Bahnstrecke Balingen–Rottweil war eine ursprünglich 28,93 Kilometer lange normalspurige Nebenbahn in Baden-Württemberg. Sie besteht heute nur noch im Abschnitt Balingen (Württ)–Schömberg und wird auch als Zollernalbbahn 3 bzw. Zollern-Alb-Bahn (ZAB) 3 oder Schieferbahn bezeichnet.

## Geschichte

### Vorgeschichte (bis 1907)
Schon während den Planungen der Bahnstrecke Tübingen–Sigmaringen in den 1860er Jahren bestanden Überlegungen einer in Balingen abzweigenden Haupt- oder Nebenbahn entlang des historischen Verkehrswegs Schweizer Straße über Spaichingen oder Rottweil in Richtung Hegau und weiter in die Schweiz. Wohl aus diesem Grund erhielt der Bahnhof Balingen (Württ) als einziger Bahnhof der Strecke Tübingen–Sigmaringen bei Eröffnung nur ein provisorisches Empfangsgebäude.
Die positive wirtschaftliche Entwicklung der bahnnahen Orte bekräftigte die Städte Balingen, Schömberg und Rottweil in ihrer Forderung nach einer Bahnstrecke zwischen Balingen und Rottweil. Eine Anfrage an den Landtag im Jahre 1897 ergab jedoch, dass das Projekt aufgegeben sei. Nach diversen Versammlungen von Vertretern der Kommunen und der Wirtschaft gründete sich im Februar 1899 in Balingen ein Eisenbahn-Komitee, welches die Errichtung einer Stichbahn Balingen–Schömberg anstrebte, da eine Durchbindung bis Rottweil unrealistisch schien.
Nach einer erfolglosen Anfrage an die Generaldirektion der Königlich Württembergischen Staats-Eisenbahnen beauftragte das Komitee im August 1899 die Württembergische Eisenbahn-Gesellschaft (WEG) mit der Ausarbeitung der Projektunterlagen einer privaten Stichbahn Balingen–Schömberg, allerdings notgedrungen mit einem Talbahnhof Schömberg im Schlichemtal unterhalb der Stadt, da ein Brückenbau über die Schlichem zu teuer schien.
Parallel gründete sich in Rottweil ebenfalls ein Eisenbahn-Komitee, welches in Anbetracht der Planungen betonte, dass für Rottweil „nur eine staatliche Durchgangsbahn Rottweil–Balingen annehmbar“ sei. Dafür wäre wiederum der Talbahnhof ungeeignet gewesen, sodass das Balinger Komitee im März 1901 den Projektentwurf einer Stichbahn Balingen–Schömberg an den Landtag eingab und gleichzeitig um höhere Staatszuschüsse für einen Bahnhof auf der Höhe bat.
Bereits einen Monat später richtete sich das Rottweiler Komitee an die Abgeordnetenkammer mit der „Bitte um Erbauung einer normalspurigen Nebenbahn von Rottweil nach Balingen“ und sprach sich für eine Trasse über die bevölkerungsstärkeren Orte Schörzingen und Wellendingen statt der in den 1860er Jahren angedachten Trasse über Zepfenhan und Neukirch aus.
Die Eingaben führten 1901 ebenso wie 1902 und 1903 zu keiner Umsetzung. Zur Überraschung der Komitees erklärte die Regierung im Jahre 1904, dass als Verbindung zwischen zwei Hauptbahnen (Bahnstrecke Tübingen–Sigmaringen und Bahnstrecke Plochingen–Immendingen) keine Privatbahn zugelassen werde, sodass der Vertrag mit der WEG aufgekündigt und auf eine baldige staatliche Umsetzung gehofft wurde. Im Januar 1906 empfahl der Landtag schließlich die Finanzierung des Teilstücks Balingen–Schömberg, während die Fortsetzung bis Rottweil zurückgestellt werden solle.

### Bau und Inbetriebnahme (1907–1928)

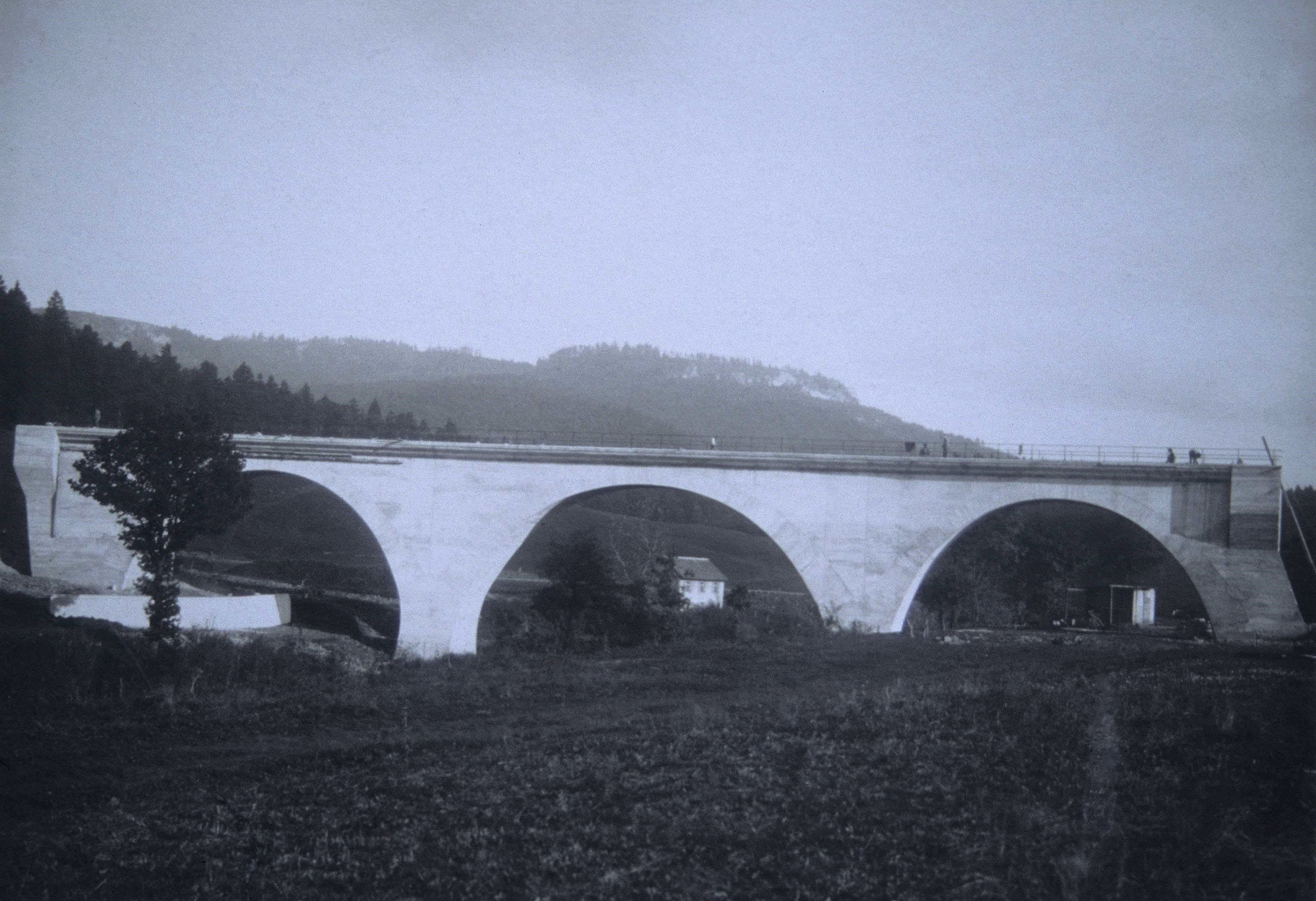
Bau des Schlichem-Viadukts in Schömberg. Die Schlichemtalsperre wurde erst 1940–1944 erbaut.

Mit Gesetz vom 19. August 1907 beschloss das Königreich Württemberg den Bau der Eisenbahnstrecke bis Schömberg. Die Bauarbeiten wurden von lokalen Handwerksbetrieben und Unternehmen ausgeführt. Der Bahnhof Balingen (Württ) erhielt in diesem Zuge sein heutiges Empfangsgebäude. Am 25. Oktober 1911 wurde das Teilstück von den Königlich Württembergischen Staats-Eisenbahnen in Betrieb genommen.
Noch während den Bauarbeiten des Teilstücks Balingen–Schömberg wurde das Fortsetzungsprojekt bis Rottweil ausgearbeitet und vom Landtag „zur Berücksichtigung“ empfohlen. Gleichzeitig kam im Landtag im Juni 1909 der Vorschlag auf, die ebenfalls noch zu bauende Heubergbahn, statt in Spaichingen an die Bahnstrecke Plochingen–Immendingen, in Schörzingen an die zu bauende Bahnstrecke Balingen–Rottweil anzubinden. Der Vorschlag wurde mit dem Hinweis auf die lange Fahrtzeit und die längere Distanz vom Heuberg in die zuständige Oberamtsstadt Spaichingen mit zweimaligem Umsteigen nicht weiterverfolgt.
1914 wurden Pläne diskutiert, die eine Verbindung von Dotternhausen über Rosenfeld zur Bahnstrecke Plochingen–Immendingen in Sulz vorsahen. Die Pläne wurden jedoch verworfen.
Im Juli 1914 begannen schließlich die Bauarbeiten am Teilstück Schömberg–Rottweil. Doch nur wenige Wochen später wurden mit dem Beginn des Ersten Weltkriegs sämtliche Arbeiten an der Strecke eingestellt.
Schon bald nach Kriegsende wurde den Forderungen nach Wiederaufnahme der Arbeiten nachgekommen und im Zuge der „Notstandsarbeit“ ab dem Frühjahr 1919 am Abschnitt Schömberg–Wellendingen gearbeitet. Mit Auflösung der Königlich Württembergischen Staats-Eisenbahnen standen die Arbeiten ein Jahr später erneut still und konnten erst nach Überzeugung der nun zuständigen Deutschen Reichsbahn wiederaufgenommen werden. Im Herbst 1923 konnte das Teilstück Schömberg–Wellendingen für den Güterverkehr eröffnet werden, doch mit Einsetzen der Hyperinflation und der damit verbundenen finanziellen Notlage folgte im November 1923 wiederum ein Baustopp.
Erst durch den Druck einer Protestversammlung in Wellendingen im Mai 1926 beschloss der Verkehrsausschuss des Reichstags einen Monat später den Weiterbau der Strecke. Die folgenden Arbeiten gestalteten sich aufgrund des unbelastbaren Untergrunds zwischen Wellendingen und Rottweil äußerst schwierig, sodass zwei eiserne Brücken errichtet werden mussten. Am 26. Oktober 1928 konnte das Teilstück Schömberg–Rottweil, 17 Jahre nach dem Teilstück Balingen–Schömberg, eröffnet und der Betrieb auf der Gesamtstrecke Balingen–Rottweil aufgenommen werden.

### Betrieb zwischen Balingen und Rottweil (1928–1971)

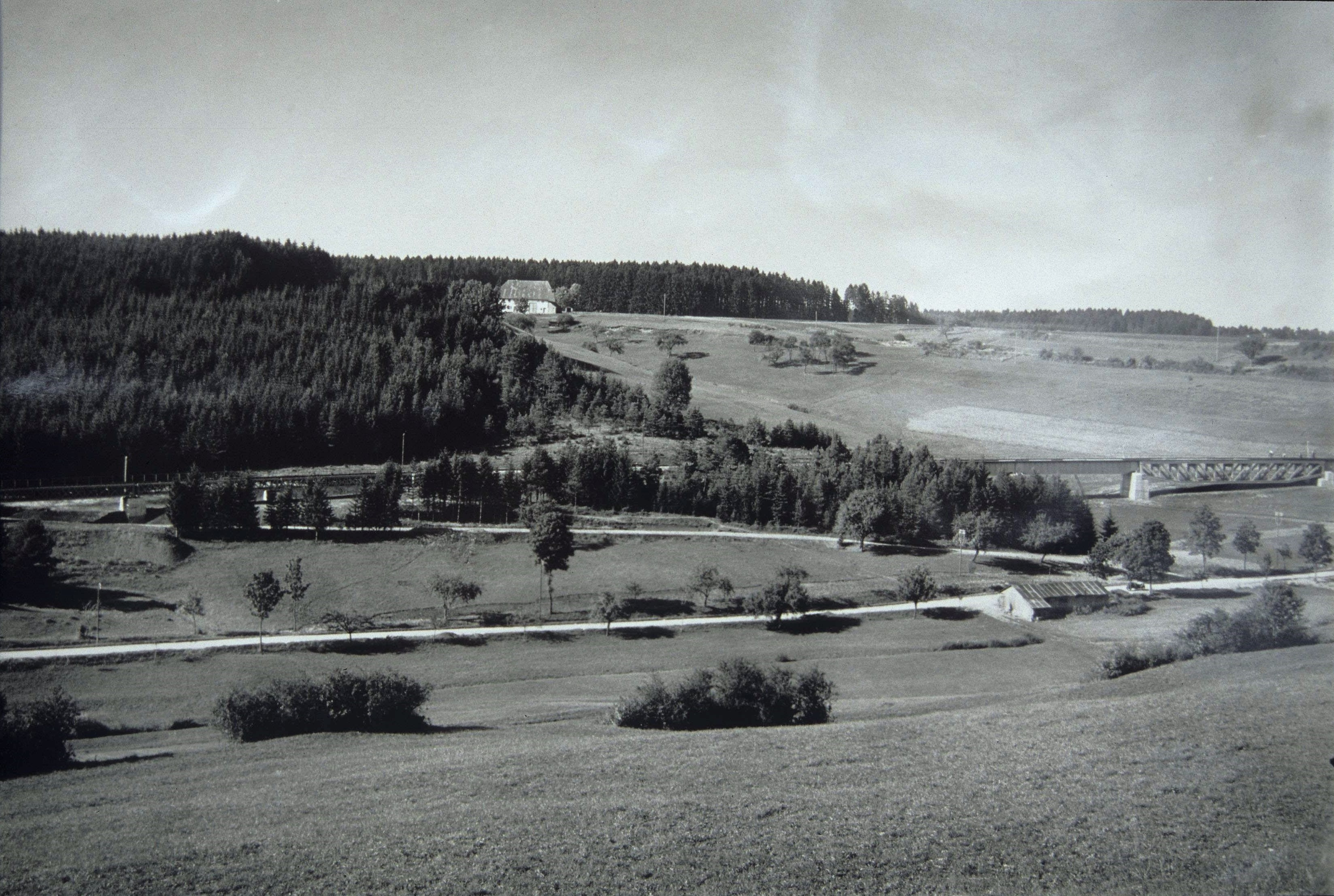
Bahnstrecke mit den beiden Metallbrücken zwischen Wellendingen und Rottweil

Schon vor der Fertigstellung der Gesamtstrecke entwickelte sich insbesondere der Arbeiterverkehr auf der Strecke sehr gut und verbesserte sich mit der Eröffnung des Abschnittes Schömberg–Rottweil weiter. 1932 wurde die Aufstockung auf acht Zugpaare pro Tag beschlossen. Die Inbetriebnahme des Portlandzementwerks Dotternhausen 1939 sorgte für einen weiteren Schub im Personen- und Güterverkehr.

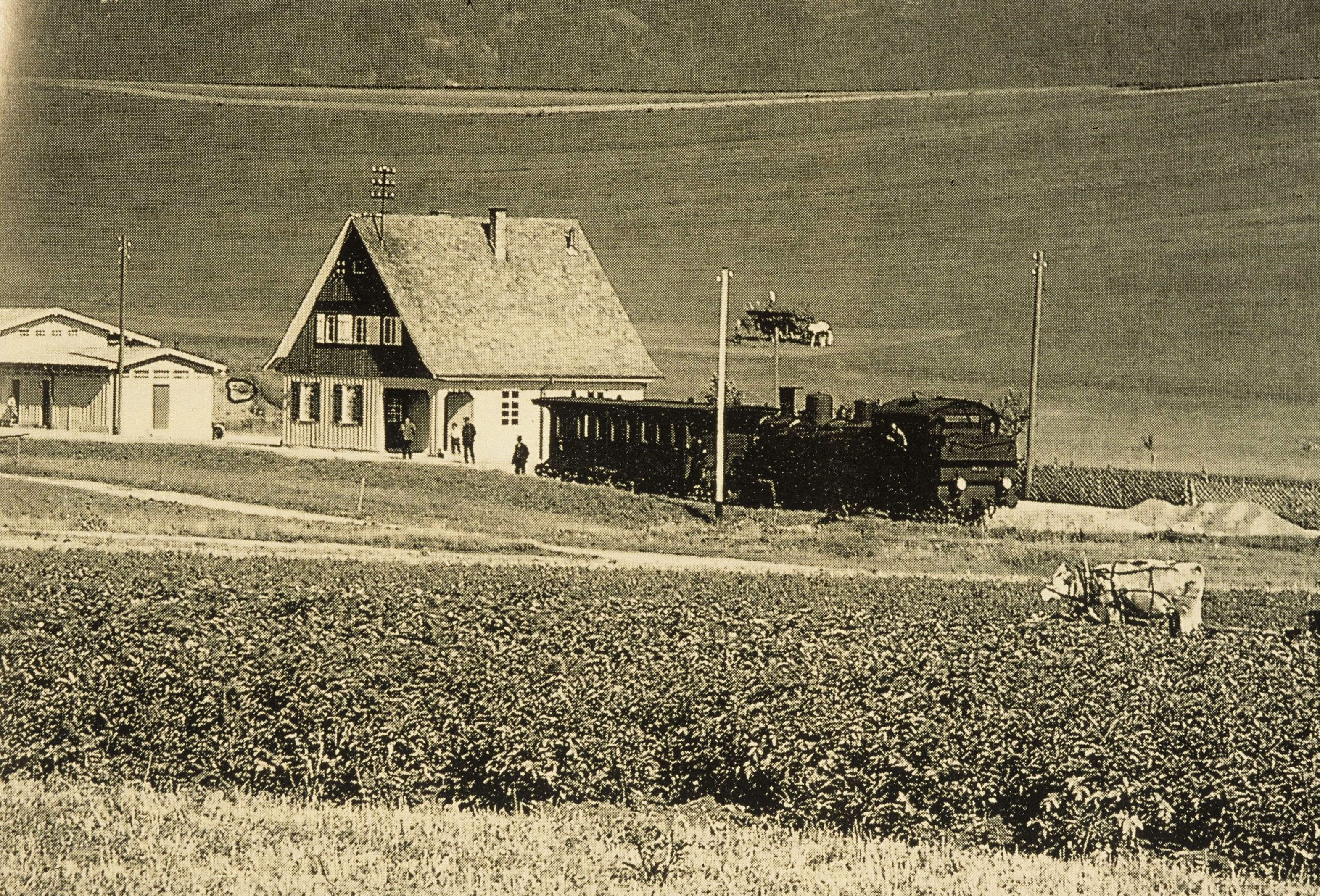
Dampflokomotive mit Personenwagen am Bahnhof Wellendingen

Von 1944 bis 1945 wurden entlang der Strecke mehrere Werke des Unternehmens „Wüste“ betrieben. Ziel des Unternehmens Wüste war die Gewinnung von Treibstoff aus abgebautem Ölschiefer. Die KZ-Außenlager des KZ Natzweiler-Struthof befanden sich teilweise mit direktem Bahnanschluss in Erzingen (KZ Erzingen), Dormettingen (KZ Dormettingen), Schömberg (KZ Dautmergen und KZ Schömberg) und Schörzingen (KZ Schörzingen) sowie im Eckerwald bei Zepfenhan. Weitere Werke gab es in Bisingen (KZ Bisingen), Engstlatt und Dußlingen-Nehren entlang der Zollernalbbahn.
Die Eisenbahn war Grundlage für die Errichtung, den Betrieb und die Auflösung der Konzentrationslager und Ölschieferwerke. Häftlinge wurden ebenso wie Baumaterial und Rohstoffe zu den Lagern und Werken transportiert, wofür die Gleisanlagen stark ausgebaut und durch Feldbahnen ergänzt wurden. Einen traurigen Höhepunkt stellten die Räumungstransporte in offenen Güterwaggons gegen Kriegsende dar, bei welchen zahlreiche Häftlinge durch Kälte, Hunger und Terror starben. Nach Kriegsende folgte mit dem Ende der „Wüste“-Werke ein weitgehender Rückbau der dafür errichteten Gleisanlagen.
Nach dem Zweiten Weltkrieg konnte durch die Massenmotorisierung das Vorkriegsniveau an Fahrgästen nicht mehr erreicht werden. Mit der Einrichtung eines zeitlich parallel verkehrenden Bahnbusses im Jahre 1952 schwächte die Bundesbahn ihre eigene Strecke weiter, sodass bereits 1955 der „vereinfachte Nebenbahnbetrieb“ eingeführt wurde. Im Gegensatz dazu stieg das Aufkommen an Güterverkehr stetig an, insbesondere durch die Anlieferung erheblicher Mengen an Kohle für das Zementwerk sowie den Schienenversand von Zement. Der Arbeiter- und Schülerverkehr blieb ebenfalls weiterhin zufriedenstellend.
Aufgrund des Kostendrucks im Wettbewerb mit dem Straßenverkehr entledigte sich die Bundesbahn deutschlandweit von Nebenstrecken. Nachdem das Zementwerk den Güterverkehr auf der Bahnstrecke Balingen–Rottweil weitgehend einstellte, wurde 1965 ein Stilllegungsverfahren eingeleitet, welches erfolglos blieb. Allerdings ließ die Bundesbahn fortan nur noch ein Reisezugpaar täglich von Montag bis Freitag verkehren, was bald zu einem Versiegen des Personenverkehrs führte.

### Teilstilllegung und Übernahme durch die HzL (1971–2002)
Am 26. September 1971 stellte die Deutsche Bundesbahn den Personenverkehr auf der Gesamtstrecke schließlich mangels Rentabilität ein. Der Abschnitt Schömberg–Rottweil Altstadt wurde danach entwidmet und abgebaut. Der Bahndamm und einzelne Brücken, darunter die Primtalbrücke bei Rottweil, blieben erhalten. Den Personenverkehr übernahm die Bahnbuslinie 7440, die heute von der Deutsche-Bahn-Tochtergesellschaft Südbadenbus betrieben wird. Der Busverkehr fand anfangs größtenteils entlang der Anliegerorte der stillgelegten Bahnstrecke statt. Seit Ende der 1990er Jahre wird zusätzlich eine Schnellbusverbindung zwischen Schömberg und Rottweil über Rottweil-Neukirch angeboten.
Im Abschnitt Balingen–Schömberg wurde nach großem Widerstand der Anliegerkommunen und im Hinblick auf das Güterverkehrpotenzial vom Abbau der Infrastruktur abgesehen. Mit der Einrichtung eines Schienenversands von Betonfertigteilen sowie dem Bau eines Autoverladeplatzes Schiene-Straße konnte der Bestand der Strecke gesichert werden.
Nachdem der Transport von Betonfertigteilen 1996 eingestellt worden war, kam mit dem Bekanntwerden einer geheimen Wirtschaftlichkeitsuntersuchung durch die Deutsche Bahn das erneute Stilllegungsvorhaben an die Öffentlichkeit. Sowohl die Kommunen als auch einige Unternehmen kritisierten das Vorhaben deutlich und konnten mit der Hohenzollerischen Landesbahn (HzL) einen Vertrag über den Betrieb der Strecke gegen angemessene Bezuschussung schließen. Seit 2002 wird die Strecke von der Hohenzollerischen Landesbahn, die seit 2018 zur Südwestdeutschen Landesverkehrs-AG (SWEG) gehört, betrieben.
Zwischen Rottweil und Rottweil-Altstadt fand noch bis zum 1. Januar 2002 Güterverkehr statt.

### Touristik- und Güterverkehr (seit 2002)

#### Personen- und Touristikverkehr
Der Personenverkehr wurde 2002 als Rad-Wander-Shuttle wieder aufgenommen, wofür neue Bahnsteige erstellt sowie der Haltepunkt Schömberg Stausee neu eingerichtet wurden. In der Regel vom 1. Mai bis Mitte Oktober verkehren diese Züge an Sonn- und Feiertagen zwischen Tübingen beziehungsweise Balingen und Schömberg. Damit soll das Naherholungsgebiet Oberes Schlichemtal und die Zollernalb für den Tourismus attraktiver werden. Ergänzt wird das Rad-Wander-Shuttle durch Buslinien, die den Schlichemwanderweg und die Region der 10 Tausender erschließen. Zwischen 2002 und 2020 verkehrten Triebwagen des Typs RS1 der Hohenzollerischen Landesbahn auf der Strecke, welche zur Saison 2021 durch neue Triebwagen des Typs LINT 54 abgelöst wurden.

Anlässlich verschiedener Veranstaltungen sind ab und zu zudem historische Züge der Eisenbahnfreunde Zollernbahn auf der Strecke unterwegs.

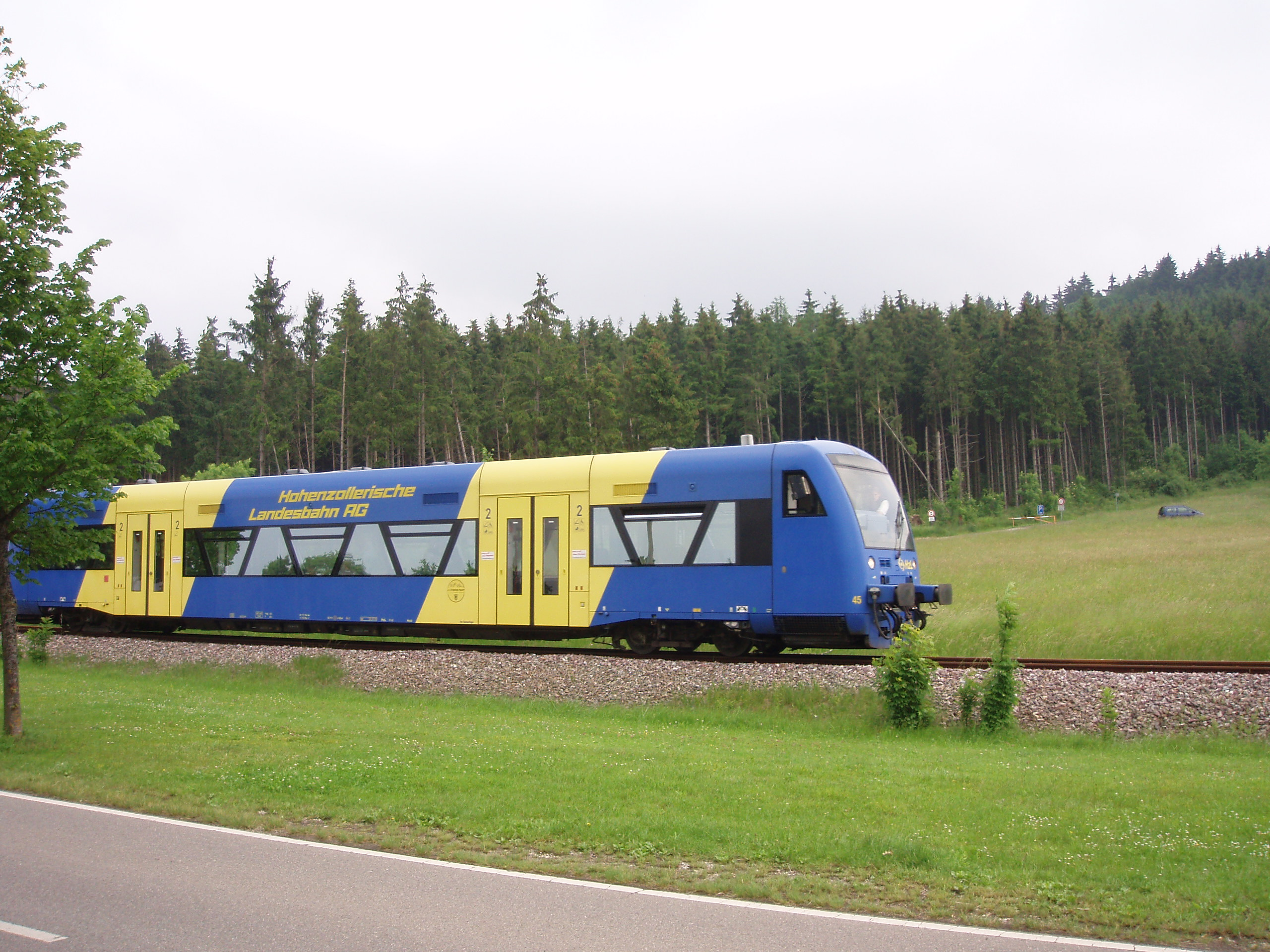
Bahn bei Schömberg
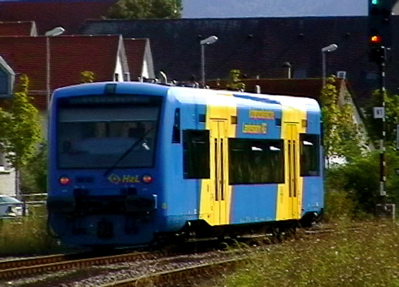
Ein RS1 als Rad-Wander-Shuttle in Balingen
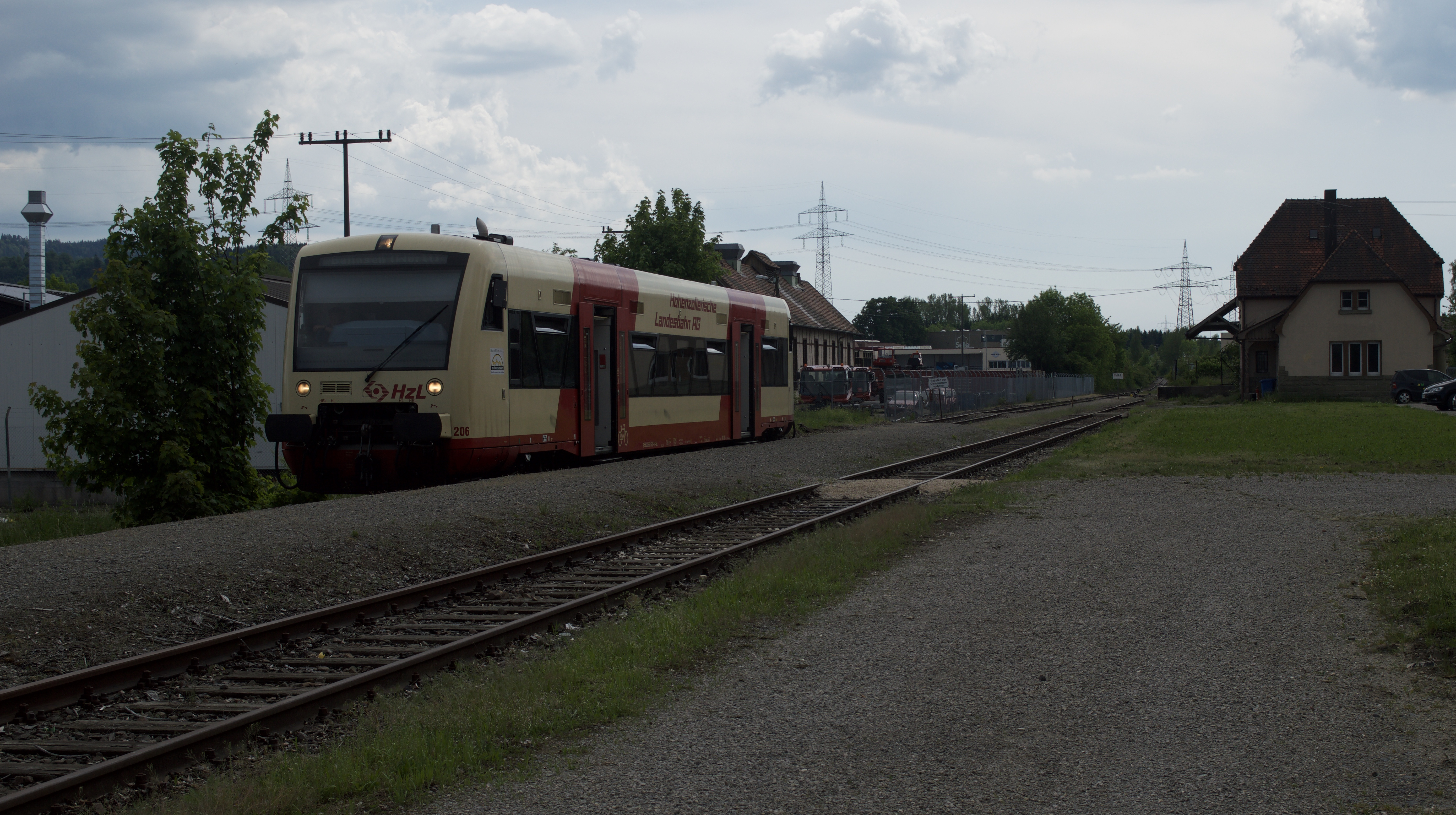
Ein RS1 am Bahnhof Schömberg (b Balingen)

#### Güterverkehr
Zwischen Balingen und Schömberg fahren bis heute noch gelegentlich Güterzüge. Im Durchschnitt dreimal wöchentlich verkehrt ein Güterzug von Balingen zur Anschlussstelle Dotternhausen (Holcim-Werk) und zurück. Zement wird von Dotternhausen aus in Ganzzügen in die Schweiz transportiert. Ein weiteres Unternehmen transportiert Betonfertigteile vom werkseigenen Bahnanschluss am Ende der Strecke in Schömberg und setzt sich daher ebenfalls für einen Erhalt der Strecke ein. Zudem wird die Strecke insbesondere zum Holztransport genutzt. Der Kfz-Umschlagplatz Schiene-Straße am Bahnhof Schömberg stellte 2014 den Betrieb ein.

#### Erhalt der Strecke
Der Gemeinderat der Stadt Schömberg sprach sich im Rahmen der Änderung des Regionalplans 2019 für den Erhalt der Strecke aus, begrüßte auch weiterhin eine Reaktivierung und hält entsprechende Trassen für eine Reaktivierung des Abschnittes zwischen Schömberg und Rottweil offen.
Im November 2019 setzte sich der Kreistag des Zollernalbkreises mit Blick auf die Reaktivierungsstudie des Landes Baden-Württemberg erneut den Erhalt der Strecke ein. Bis dahin soll die Bezuschussung seitens des Landkreises erhalten bleiben. Der Unterhaltszuschuss, der von Landkreis, Gewerbebetrieben und anliegenden Gemeinden bezahlt wird, liegt aktuell bei jährlich 63.911 Euro, wovon der Landkreis 21.304 Euro in zwei Jahren bezahlt.

### Reaktivierungs- und Neubaupläne

#### Ergänzungslinie der Regional-Stadtbahn Neckar-Alb
In einer Machbarkeitsstudie aus dem Jahr 2004 zur geplanten Regional-Stadtbahn Neckar-Alb wurde die Reaktivierung der Strecke als Ergänzungslinie S11 untersucht. Die Studie sah einen parallel zur bisherigen Trasse verlaufenden Neubauabschnitt am Ortsrand von Dotternhausen mit zwei neuen Haltepunkten sowie eine komplette Neutrassierung zwischen Schömberg und Rottweil vor. Die elf Kilometer lange neue Trasse sollte über Zepfenhan und Neukirch verlaufen, weil die alte Trasse über Schörzingen nicht mehr zur Verfügung steht. Durch einen Tunnel sollte die Strecke ins Neckartal geführt werden und nach einem neuen Haltepunkt Rottweil Stadtmitte den Bahnhof Rottweil von Norden her erreichen, wodurch durchgängige Züge Richtung Bodensee und Schweiz möglich wären. Die Studie sah zwei kurze zweigleisige Streckenabschnitte bei Schömberg und Rottweil vor und ging von Infrastrukturkosten in Höhe von 60 Mio. Euro aus. Eine Elektrifizierung wurde mit weiteren 8,4 Mio. Euro beziffert.
Ein alternatives Betriebskonzept des Pro RegioStadtbahn e. V. sah ebenfalls die Reaktivierung der Strecke vor, verzichtete aber auf die Neutrassierung bei Dotternhausen sowie den zweigleisigen Streckenabschnitt bei Rottweil. Die Infrastrukturkosten für dieses Konzept wurden mit 46,5 Mio. Euro angegeben.
In der Standardisierten Bewertung der Regional-Stadtbahn wurde die Strecke Balingen–Rottweil im Jahr 2010 nicht mehr berücksichtigt. Ebenso wurde sie aus den Plänen des Pro RegioStadtbahn e. V. herausgenommen.
Der 2004 untersuchte Haltepunkt Rottweil Stadtmitte soll im Rahmen der Landesgartenschau 2028 in Rottweil realisiert werden.

#### Landesweite Potenzialanalyse durch das Land Baden-Württemberg (2019–2020)
Das Ministerium für Verkehr Baden-Württemberg startete 2019 eine Offensive zur Reaktivierung stillgelegter Bahnstrecken und rief Gemeinden und Landkreise dazu auf, geeignete Strecken einzubringen. Aus den Vorschlägen hätte zunächst eine Endauswahl gebildet werden sollen, aus welcher rund 15 Strecken für eine Reaktivierung ausgewählt werden.
Während das Teilstück Balingen–Schömberg es in die Endauswahl von 41 Bahnstrecken in Baden-Württemberg schaffte, weckte die abgebaute Strecke zwischen Schömberg und Rottweil zunächst kein Interesse beim Land, weshalb der Kreistag des Zollernalbkreises einen zweiten, letztlich erneut an der Ablehnung des Rottweiler Kreistages gescheiterten Anlauf für einen Regiobus zwischen Balingen und Rottweil nahm.
Die Landesregierung Baden-Württemberg stellte am 3. November 2020 die Ergebnisse der landesweiten Potenzialanalyse vor. Im Gegensatz zu den ursprünglichen Plänen wurden alle 41 Strecken in der Endauswahl vergleichend untersucht. Überraschenderweise berücksichtigte das Land die Gesamtstrecke Balingen–Rottweil nun doch und ließ sie als 42. Strecke in der Potenzialanalyse untersuchen.
Dabei wurde die Gesamtstrecke zwischen Balingen und Rottweil in Kategorie B „hohes Nachfragepotenzial“ eingeordnet (Reaktivierungsstrecke B01), die höchste Kategorie wurde nur knapp nicht erreicht. Die Studie bezog sich explizit auf die ursprüngliche Trasse über Schörzingen und Wellendingen und deutete eine Nordumfahrung von Schörzingen sowie eine Einfädelung in die Bahnstrecke Plochingen–Immendingen beim bestehenden Haltepunkt Rottweil-Saline an. Die noch bestehende Strecke zwischen Balingen und Schömberg wurde mit Kategorie D „Gelegenheitsverkehr und touristischer Verkehr prüfen“ bewertet (Reaktivierungsstrecke D03).
Die Voraussetzungen für eine Reaktivierung seien laut Ministerium für Verkehr Baden-Württemberg „so günstig wie noch nie“. „Der Bund fördert die Baukosten für Reaktivierungsvorhaben neuerdings mit bis zu 90 Prozent. Das Land beteiligt sich zudem an den verbleibenden Kosten, so dass im Ergebnis Streckenreaktivierungen mit bis zu 96 Prozent der Baukosten gefördert werden können.“ Zudem will das Land Baden-Württemberg bis 2023 Machbarkeitsstudien zu Reaktivierungsvorhaben mit 75 Prozent fördern.

#### Machbarkeitsstudie (2021–2023)

##### Vorgeschichte
Nach der Veröffentlichung der Potenzialanalyse sprach sich die Stadt Schömberg – unter Berücksichtigung der Anwohner und neuer Gewerbegebiete – für die Reaktivierung aus. Der Kreistag des Landkreises Rottweil sieht den Handlungsbedarf beim Zollernalbkreis und sprach sich gegen eine Beteiligung an einer Machbarkeitsstudie aus. Über diese ablehnende Haltung des Landkreises Rottweil äußerte die Stadt Rottweil ihr Unverständnis und sprach von einer „historischen Chance“. Der Kreistag des Zollernalbkreises beauftragte daraufhin die Landkreisverwaltung im Rahmen eines Umlaufbeschlusses Ende 2020, eine Machbarkeitsstudie über die Wirtschaftlichkeit einer Reaktivierung in die Wege zu leiten. Des Weiteren trat der Zollernalbkreis mit Wirtschafts- und Industriebetrieben, die sich aufgrund der Bedeutung des Projekts eine Kostenbeteiligung vorstellen könnten, in Gespräche. Auch die Landtagskandidaten zur Landtagswahl 2021 im Wahlkreis Balingen Erwin Feucht (Grüne) und Nicole Hoffmeister-Kraut (CDU) sprachen sich für eine Reaktivierung der Bahnstrecke aus.
Im April 2021 beauftragte der zuständige Kreistagsausschuss des Zollernalbkreises bei 16 Ja- und einer Gegenstimme die DB Engineering & Consulting (DBEC) mit der Erstellung einer Machbarkeitsstudie. Die Kosten der Studie beliefen sich auf knapp 145.000 Euro, welche vom Land Baden-Württemberg mit 106.000 Euro gefördert wurde. Die Städte Schömberg (5.000 Euro) und Rottweil (7.500 Euro), die Gemeinde Dotternhausen (1.000 Euro), die Anliegerfirma Holcim und die Industrie- und Handelskammer (je 5.000 Euro) sowie der Zollernalbkreis (21.500 Euro) teilten sich die restlichen Kosten.

##### Ergebnisse
Die 2023 abgeschlossene Machbarkeitsstudie der DBEC empfahl aus wirtschaftlicher Sicht eine Reaktivierung der Gesamtstrecke. Für eine Reaktivierung wurde eine Bedeutung für den regionalen wie für den überregionalen Personen- und Güterverkehr sowie ein hohes Fahrgastaufkommen prognostiziert.
Zwischen Balingen und Dotternhausen wären lediglich Änderungen im Oberbau und an den Bahnübergängen sowie Linienverbesserungen notwendig. Ab dem Bahnhof Schömberg gibt es zwei alternative Möglichkeiten:
- Nordvariante (11,8 km) über Zepfenhan und Neukirch. Zepfenhan wird dabei nördlich, Neukirch südlich umfahren, das Rottweiler Industriegebiet Berner Feld mit einem Tunnel unterquert, das Neckartal mit einer Brücke überquert und dann an die Gäubahn angeschlossen.
- Südvariante (13,2 km) über Schörzingen und Wellendingen. Wellendingen wird bei dieser Variante mit einem Tunnel unterquert und südlich des Rottweiler Gewerbegebiets Saline wird in eine bestehende Trasse eingebogen.

Nur die Nordvariante hat einen gesamtwirtschaftlichen Nutzenüberschuss. Die Kosten werden bei der Nordvariante auf 298 Millionen Euro, bei der Südvariante auf 301 Millionen Euro beziffert. Die Freihaltung der Trasse wird durch die DBEC empfohlen. Die Reaktivierung der noch bestehenden Teilstrecke Balingen–Schömberg allein erreicht keinen Nutzenüberschuss. Bei dieser Variante rechnet die DBEC nur mit 700 täglichen Fahrgästen und mit Kosten in Höhe von 48 Millionen Euro. Bei der Nordvariante geht die DBEC von täglich 3000 Fahrgästen aus. Zudem wird es eine Anbindung von Villingen nach Albstadt oder von Tuttlingen nach Hechingen geben und es entsteht dadurch eine alternative Verbindung zur Gäubahn nach Stuttgart.
Zusätzliche Stationen könnten in Balingen als Balingen-Mitte, in Dotternhausen sowie in Schömberg beim Schulzentrum entstehen. Laut der Studie wäre ein Stunden- oder Halbstundentakt möglich. Die gesamte Strecke soll elektrifiziert werden.
Eine weitere Südverbindung bis in die Schweiz oder die Alpen könnte den Bahnverkehr darüber hinaus in der gesamten Region Neckar-Alb entlasten und zusätzliche Alternativen bieten, die beim Ausfall einzelner Strecken oder während der Dauer von Instandhaltungsmaßnahmen die Funktionsfähigkeit des Nah- und Fernverkehrs erhalten würden.
Im November 2023 stimmte der Kreistag des Landkreises Rottweil gegen den Neubau und somit gegen die Reaktivierung der Bahnstrecke zwischen Schömberg und Rottweil. Grund für die Ablehnung ist die Befürchtung, dass die Kosten die finanzielle Lage des Landkreises übersteigen würden. Der Hintergrund ist, dass die Lückenschließung als Neubau gelten würde und deswegen in viel kleinerem Ausmaß vom Bund unterstützt würde. Dies bedeutete das vorläufige Ende der Neubau- und Reaktivierungspläne.

## Streckenbeschreibung

### Verlauf

#### Balingen–Schömberg

Bahnhof Balingen (Württ)

Von Balingen führt die Bahnstrecke zunächst nach Süden und wechselt kurz nach dem Haltepunkt Balingen Süd beim Balinger Messegelände die Richtung nach Westen. Nach 2,6 Kilometern erreicht sie den Bahnhof Endingen und nach 4,6 Kilometern den aktuellen Haltepunkt Erzingen, welcher am nördlichen Ende der Erzinger Bebauung liegt. Die Strecke verläuft weiter in südwestlicher Richtung durch das Katzenbachtal nach Dotternhausen. Bei Kilometer 8,6 befindet sich der heutige Haltepunkt Dotternhausen-Dormettingen beim Holcim-Zementwerk. Wenige Meter entfernt befindet sich die Bahnverladung des Unternehmens und die Unterquerung der Bundesstraße 27.
Weiter in südwestlicher Richtung geht es in einem 180-Grad-Bogen um den Palmbühl bis zum 2002 errichteten Haltepunkt Schömberg Stausee (Kilometer 10,5). Danach folgt eine 180-Grad-Kurve nach rechts über den 83 Meter langen Schlichem-Viadukt. Der Bahnhof Schömberg befindet sich bei Kilometer 12,9. Der heutige Haltepunkt ist nicht mehr direkt am ehemaligen Bahnhofsgebäude, sondern wenige Meter weiter vorne. Die Bahnstrecke endet rund 600 Meter nach dem Bahnhof Schömberg an einem Prellbock. Kurz zuvor gibt es zwei Abzweigungen zu zwei Werkanschlüssen, die nicht mehr in Betrieb sind.

#### Schömberg–Rottweil

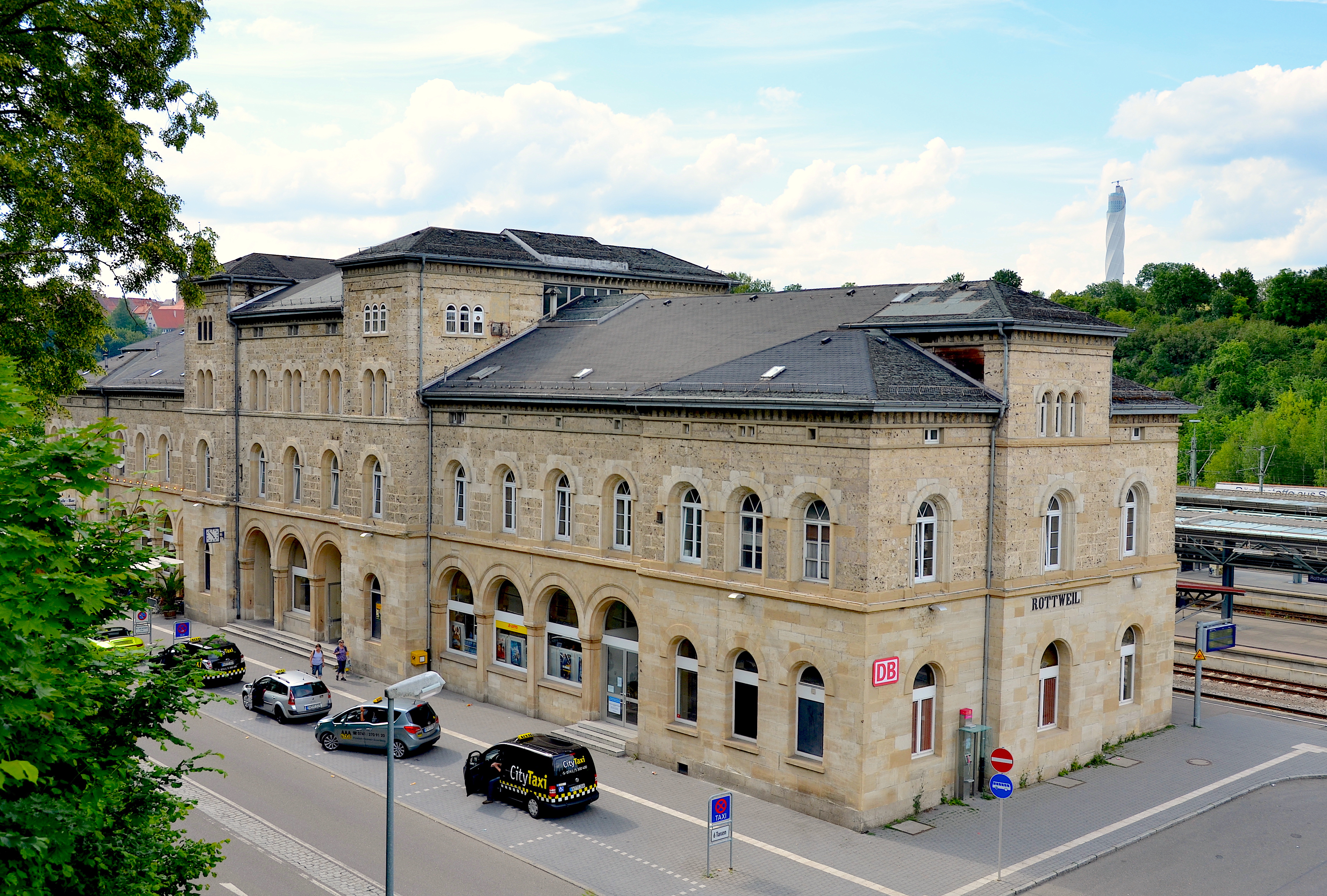
Bahnhof Rottweil

Nach dem heutigen Prellbock an der Wellendinger Straße (K 7169) verlief die Strecke in Richtung Süden bis nach Schörzingen. Dort bestand Anschluss zum ehemaligen Ölschieferwerk. Von dort verlief die Strecke oberhalb der Starzel weiter in südwestwärts zum Eckerwald. Davor wurde die heutige L 434 zwischen Schömberg und Wellendingen kurz vor der heutigen Abzweigung nach Zepfenhan und Feckenhausen überquert.
Entlang der L 434 verlief sie entlang des Waldes nach Wellendingen. Wellendingen wurde dabei nicht durchquert, sondern nördlich umfahren. Der Bahnhof liegt am Ortsrand, wo das Gewerbegebiet Bahnhof erschlossen wurde. Die Strecke führte weiter entlang der K 5545 und bog kurz nach Ende des Waldes nach Nordwesten in Richtung Rottweil ab und überquerte in der Folge über die Primtalbrücke die Bahnstrecke Plochingen–Immendingen. Unmittelbar danach kam der Bahnhof Rottweil Altstadt, benannt nach der ehemaligen Römersiedlung Arae Flaviae – dem Ursprung der Rottweiler Besiedlung, bevor die Strecke von Süden nach Norden in die Strecke Plochingen–Immendingen und Rottweil–Villingen einfädelte.
Von der ehemaligen Strecke sind heute noch zahlreiche Spuren zu erkennen, unter anderem noch Bahnhofsgebäude bzw. Verladeschuppen in Endingen, Erzingen, Schömberg und Rottweil Altstadt. Des Weiteren gibt es noch zahlreiche Brücken und Bahndämme, die heute anderweitig (z. B. als Wirtschaftsweg) oder nicht mehr genutzt werden.

### Kunstbauwerke

#### Schlichem-Viadukt

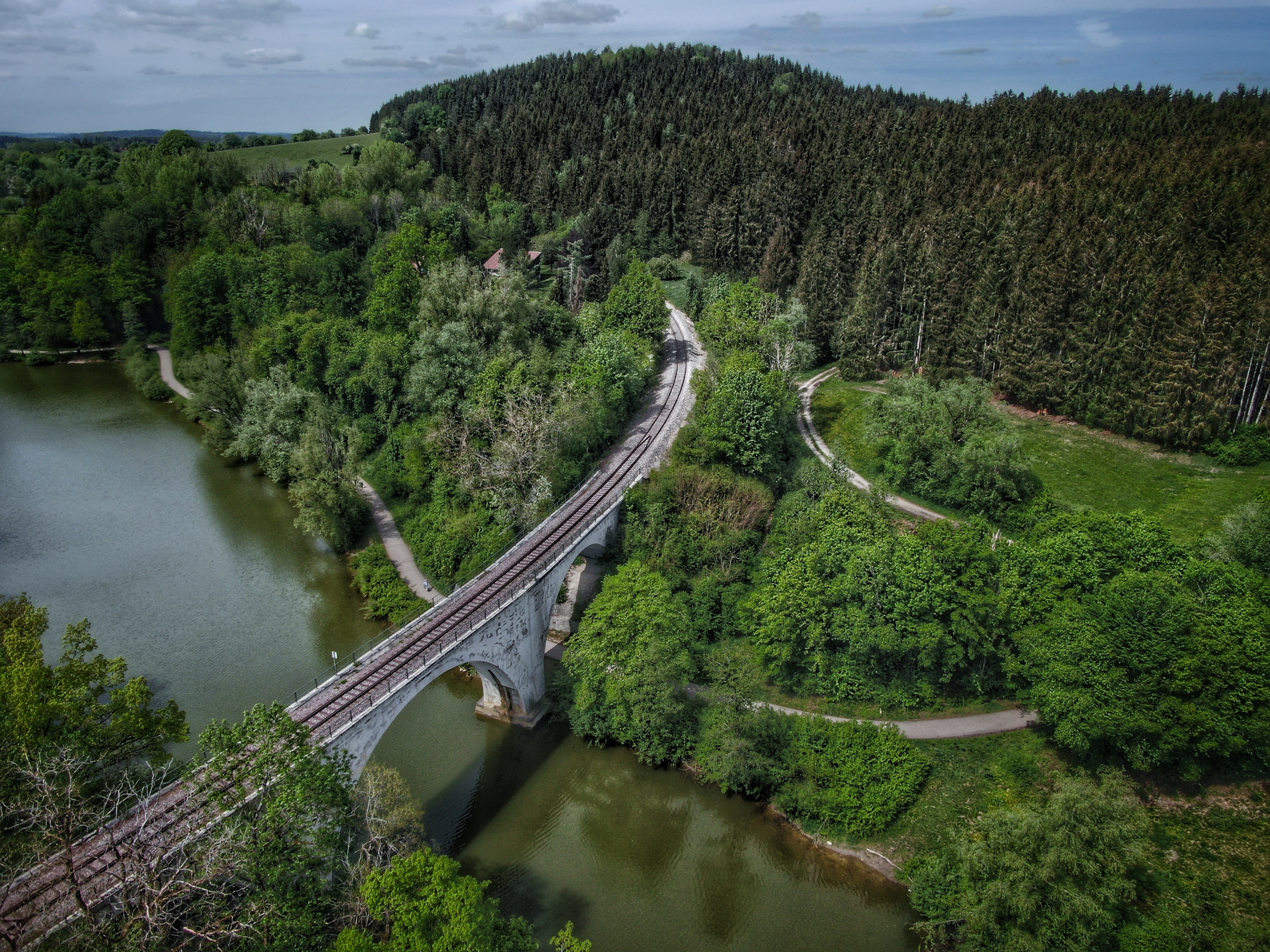
Schlichem-Viadukt

Bei Schömberg führt die Bahnstrecke bei der Schlichemtalsperre über den Schlichem-Viadukt. Die Bogenbrücke hat eine Gesamtlänge von knapp 83 Metern und eine Höhe von etwa 19 Metern. Die Feldweiten betragen 21-26-21 Meter. Die Brücke ist heute eines der Wahrzeichen des Schlichemtals.

#### Stahlbrücken zwischen Wellendingen und Rottweil
Während des Streckenbaus traten große Schwierigkeiten mit unbelastbarem Untergrund zwischen Wellendingen und Rottweil auf. Aus diesem Grund wurden dort zwei eiserne Brücken mit 122 Meter und 89 Meter Länge errichtet. Kurz nach der Stilllegung des Teilstücks Schömberg–Rottweil folgte der Verkauf der beiden Brückenbauwerke an einen Schrottfabrikanten, der sich gleichzeitig zur Beseitigung der Pfeiler verpflichtete.

#### Primtalbrücke

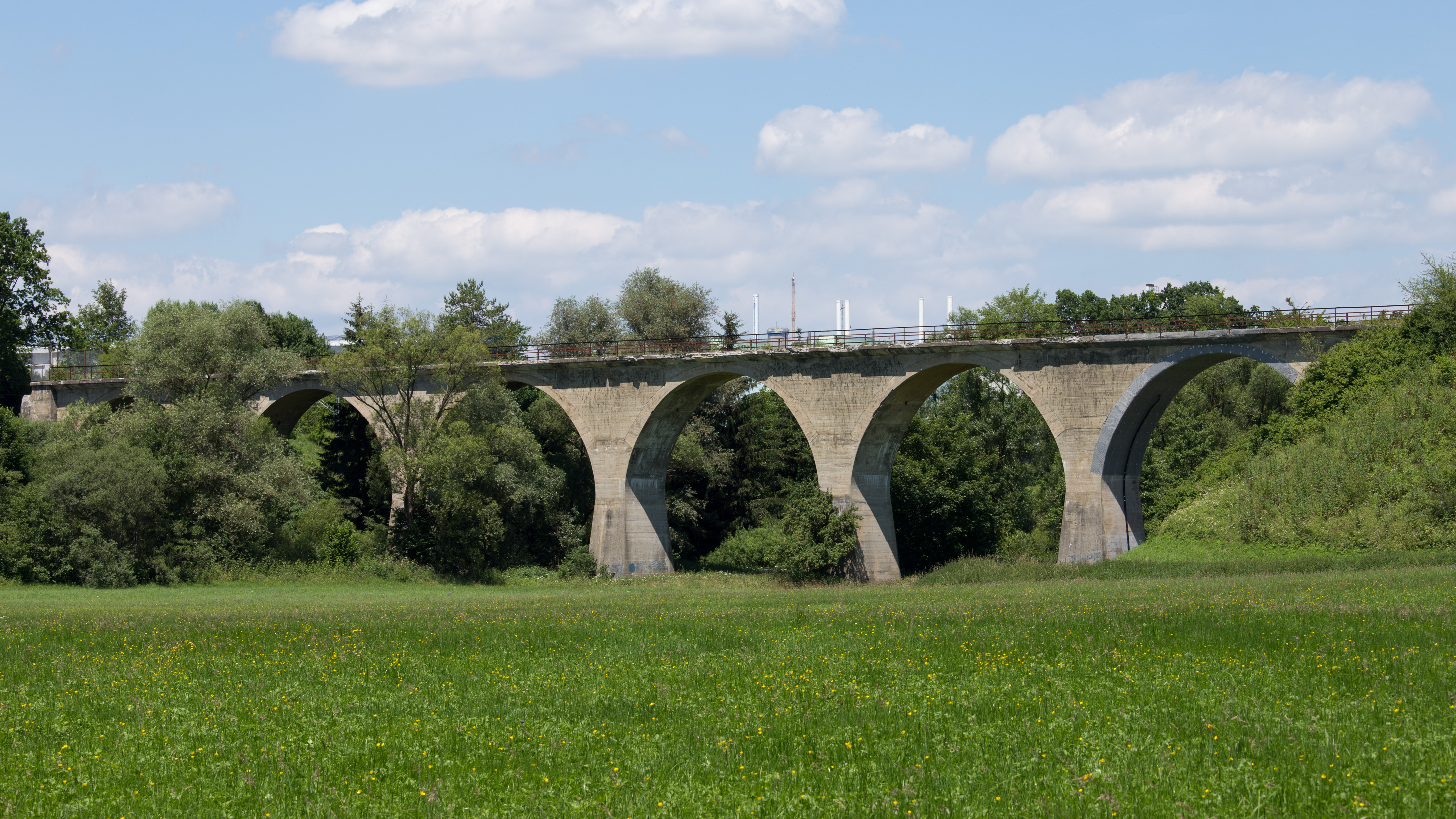
Primtalbrücke bei Rottweil

Bei Rottweil führte die Eisenbahnstrecke bis zu ihrer Stilllegung im Jahre 1971 über die 1928 fertiggestellte Primtalbrücke, die heute noch fast vollständig erhalten ist und unter Denkmalschutz gestellt wurde. Die Brücke überspannt mit sechs Bögen (ursprünglich sieben Brückenöffnungen) das Primtal und ist 145 Meter lang und 15 Meter hoch. Die Feldweite der ersten sechs Öffnungen beträgt jeweils 16,4 Meter. Die siebte Öffnung musste aufgrund der Elektrifizierung der hier durchlaufenden Bahnstrecke Plochingen–Immendingen entfernt werden. Hier überspannte bis zu diesem Zeitpunkt eine eiserne Balkenbrücke die Gleise. 2016 wurde die Primtalbrücke durch die Deutsche Bahn versteigert und befindet sich mittlerweile in privater Hand. Der Verkaufspreis betrug 1.000 Euro.

### Hochbauten
Die Empfangsgebäude in Balingen und Rottweil liegen an der Bahnstrecke Tübingen–Sigmaringen bzw. der Bahnstrecke Plochingen–Immendingen und werden bis heute für Eisenbahnzwecke genutzt. Das Bahnhofsgebäude in Endingen beheimatet mittlerweile ein Jugendhaus, während die Bahnhofsgebäude Erzingen und Rottweil Altstadt zu Wohnzwecken dienen. Im Stationsgebäude Schömberg soll eine Frühstückspension entstehen, der entsprechende Verkauf erfolgte 2020. Der ehemalige Güterschuppen sowie der Lokomotivschuppen sind dort ebenfalls erhalten.
Von den Bahnhöfen Dotternhausen-Dormettingen und Wellendingen sind keine Gebäude erhalten, da die Bahnhofsanlagen in den 1980er Jahren Gewerbebetrieben weichen mussten. Ebenfalls abgebrochen wurden zwischenzeitlich das Empfangsgebäude (zwischen 2005 und 2008) sowie der Güterschuppen in Schörzingen (nach 2008) zu Gunsten eines Industriebetriebs.

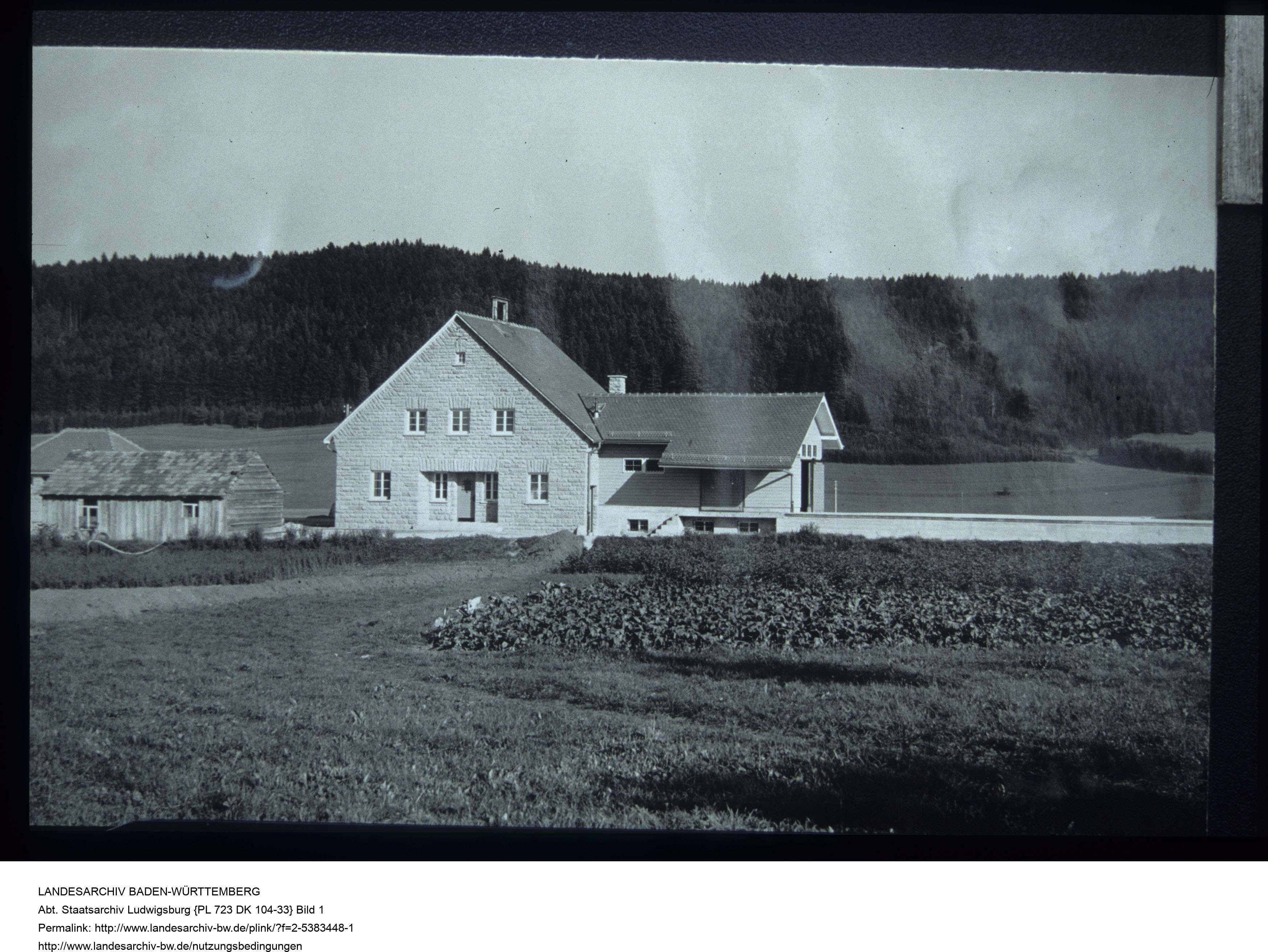
Bahnhof Rottweil Altstadt
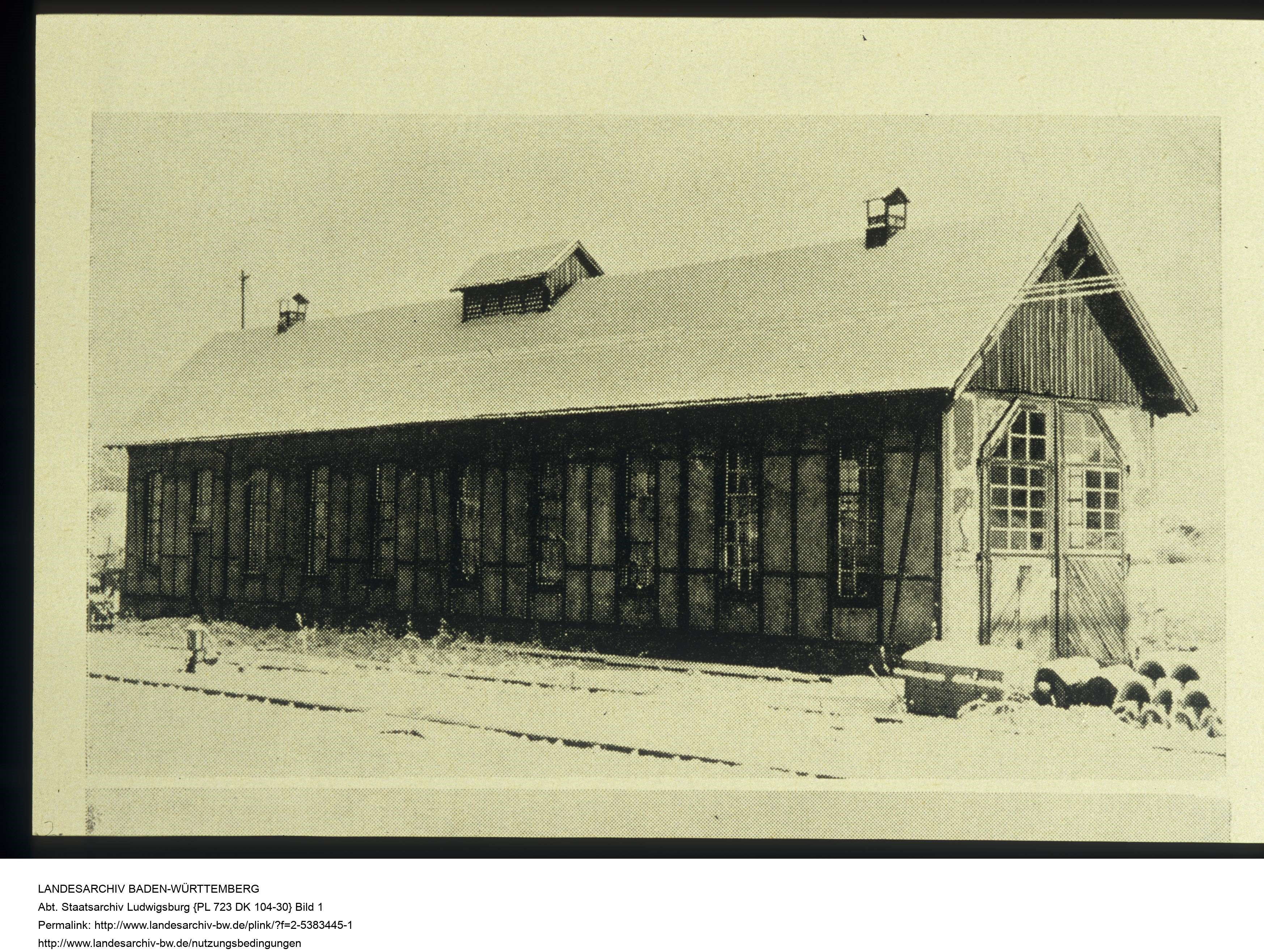
Lokomotivschuppen am Bahnhof Schömberg (b Balingen)
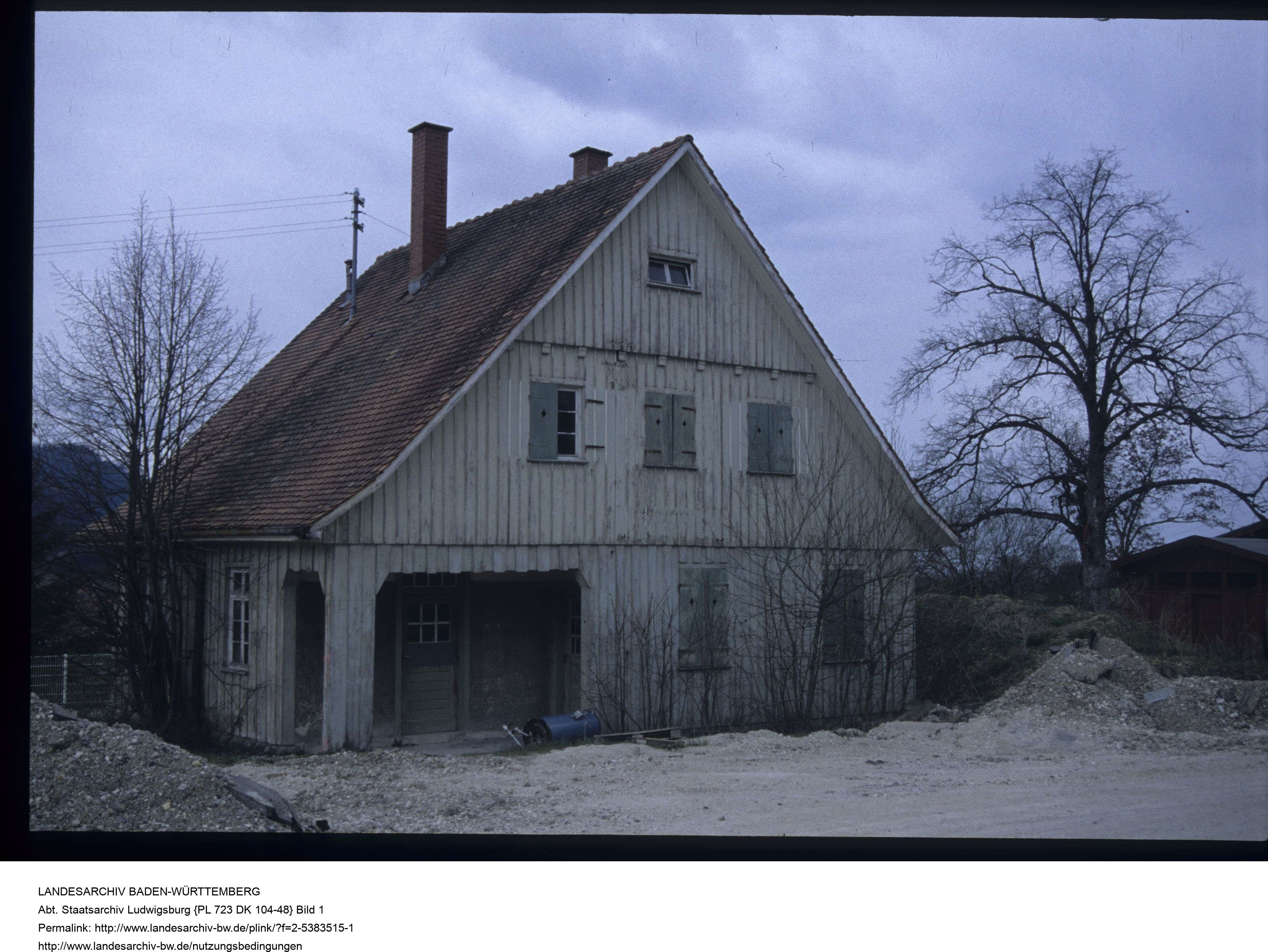
Bahnhof Schörzingen kurz vor dessen Abbruch
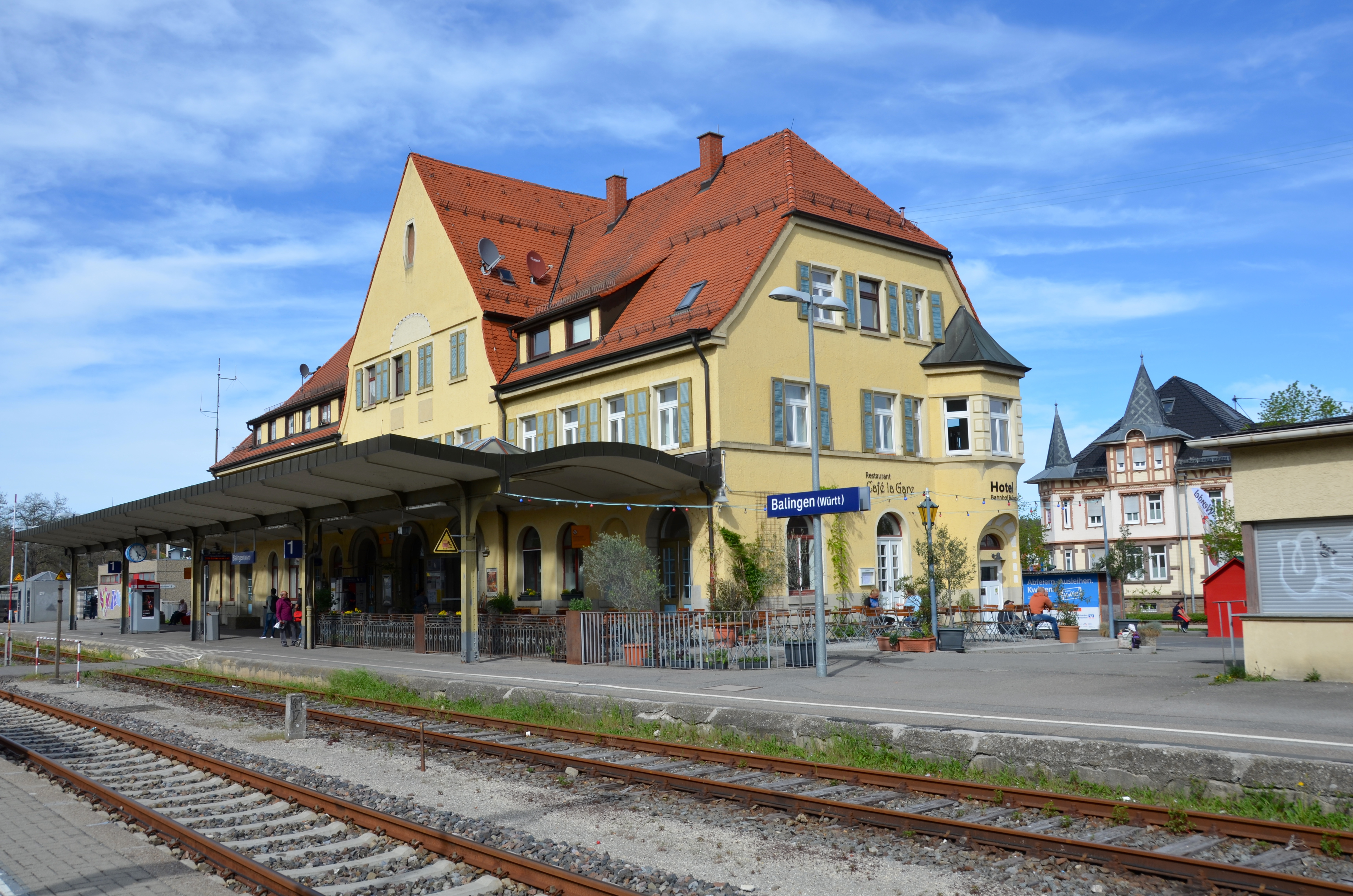
Bahnhof Balingen (Württ)